# Contea di Durazzo
La Contea di Durazzo o di Drač (in serbo Драчки округ?, Drački okrug) è stata una suddivisione amministrativa di breve durata del Regno di Serbia istituita il 29 novembre 1912 nella parte del territorio dell'Albania sottratta all'Impero ottomano durante la prima guerra balcanica. La contea di Drač aveva quattro distretti (chiamati in serbo срез?/srez): Drač (nome serbo di Durazzo), Lješ (Lezhë), Elbasan e Tirana. L'esercito del Regno di Serbia si ritirò da Durazzo nell'aprile 1913.

## Istituzione

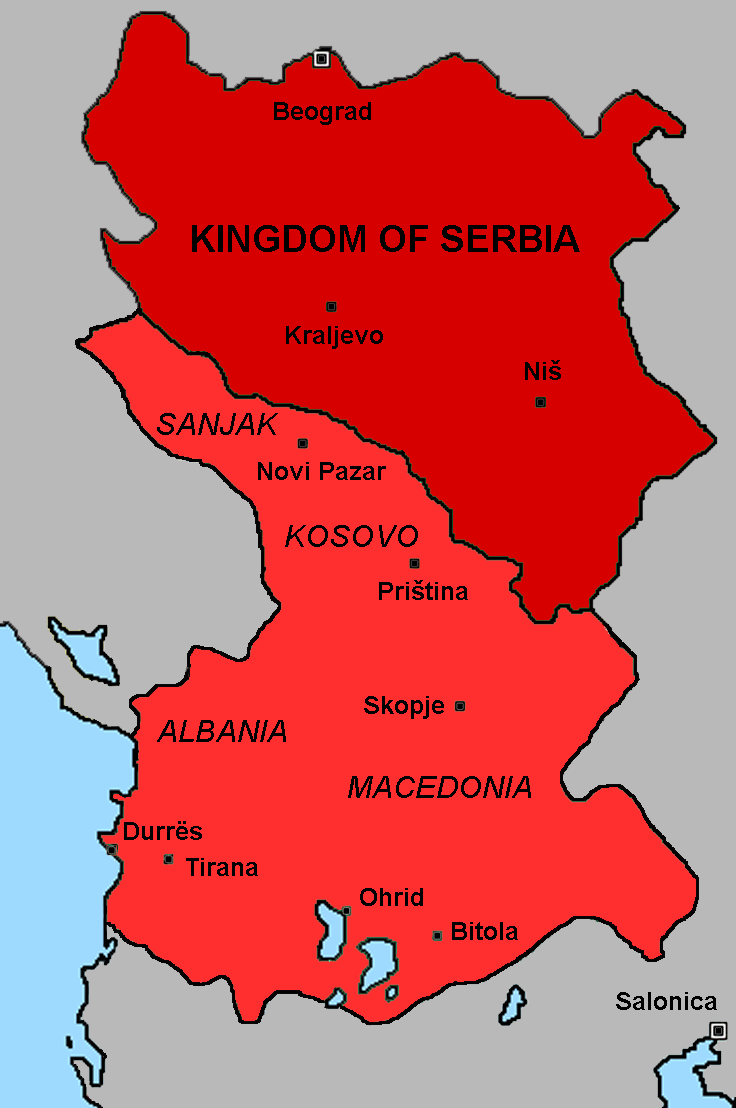
Espansione territoriale del Regno di Serbia nel 1913.

L'esercito reale serbo conquistò la città di Durazzo (in albanese Durrës) il 29 novembre 1912 senza incontrare opposizione. Il metropolita cristiano ortodosso di Durazzo Iakovos diede un caloroso benvenuto alle nuove autorità e assicurò inoltre relazioni amichevoli con le autorità serbe nella regione. Pertanto intervenne con successo e diverse unità albanesi di guerriglia vennero salvate, evitandone l'esecuzione.
Il Regno di Serbia istituì gli uffici distrettuali e nominò il governatore della contea, il sindaco della città e il comandante della guarnigione militare. Il primo governatore militare della città di Durazzo, il capitano Branislav Milosavljević (comandante dell'avanguardia dell'unità di Sumadijan), nominò il primo consiglio comunale che comprendeva Petar Djurasković (presidente), Hristo Spiro, Mehmed Efendi e altri.

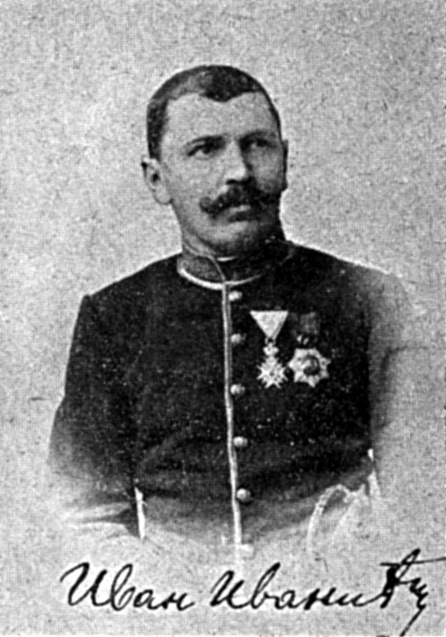
Ivan Ivanić, il primo governatore della contea di Durazzo

Il primo governatore della contea di Durazzo fu Ivan Ivanić, un diplomatico serbo. Sua moglie Delfa, una delle fondatrici del Circolo delle Suore Serbe, presiedeva l'ospedale cittadino. Il primo sindaco di Durazzo fu Petar Đurašković, membro di una famiglia di questa città, mentre i membri del consiglio comunale furono Hristos Spiro, l'Imam Husein Efendi e Filip Serić. Quando l'esercito del Regno di Serbia occupò l'Albania nel 1912, Dragutin Anastasijević fu assunto come traduttore per la lingua greca e, dopo qualche tempo, fu nominato governatore della contea di Drač al posto di Ivan Ivanić.
L'obiettivo più importante della Serbia delle guerre balcaniche era l'accesso al mare aperto.

## Scioglimento

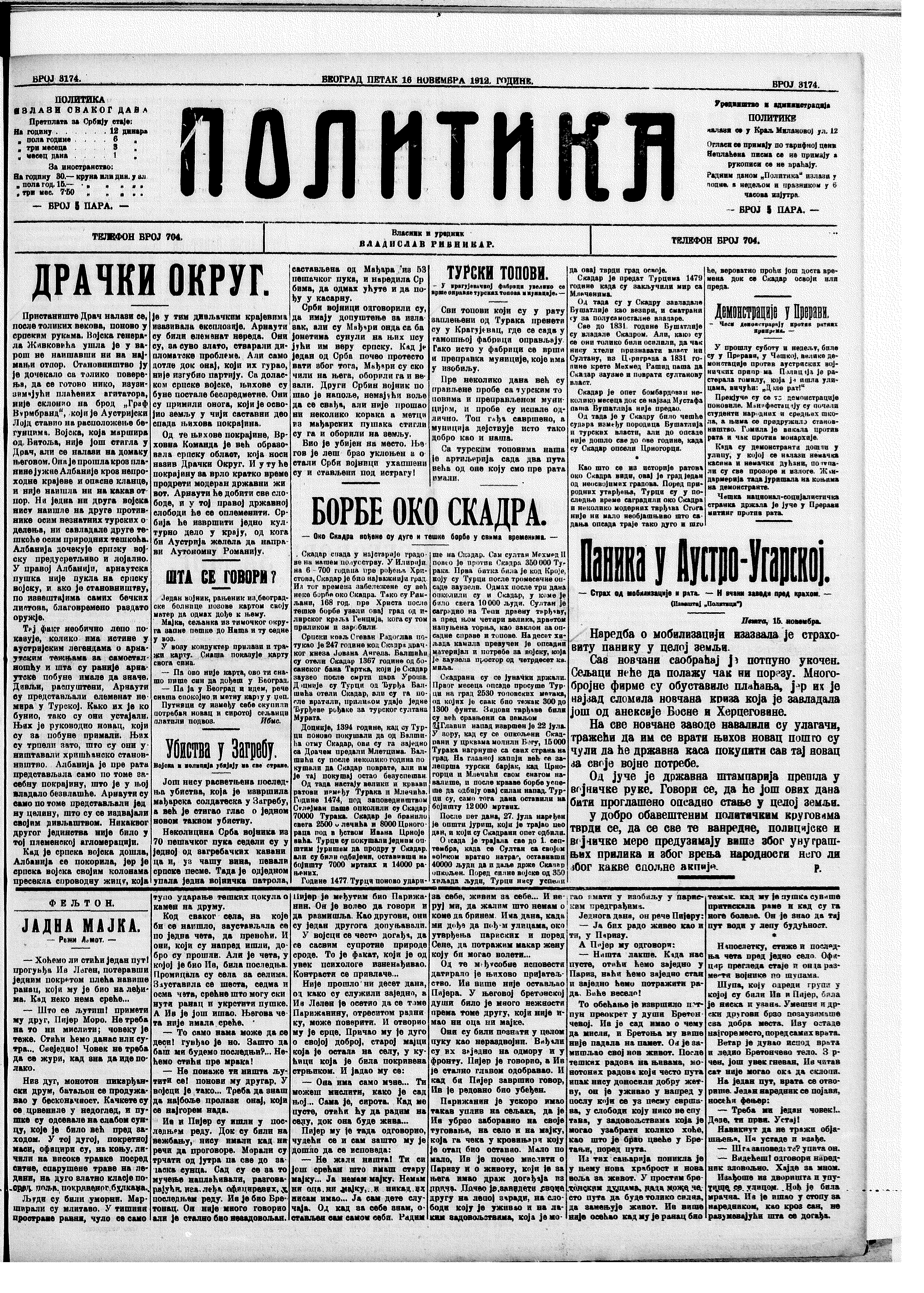
Prima pagina di Politika del 29 novembre 1912 con informazioni sulla costituzione della contea di Durazzo

Nel dicembre 1912, la Conferenza degli Ambasciatori di Londra concordò in linea di principio la creazione del Principato d'Albania, sotto la sovranità ottomana. Tuttavia, anche dopo la conclusione della Conferenza di Londra, le truppe serbe non si ritirarono sulla linea di demarcazione. Molto tempo dopo che le grandi potenze si erano accordate sui confini settentrionali dell'Albania, le truppe serbe rimasero sul suolo albanese, ignorando qualsiasi avvertimento di ritirarsi. Il Primo Ministro della Serbia, Nikola Pasic, continuò a ripetere che la Serbia non doveva mai rinunciare al porto sull'Adriatico. Solo con la minaccia estrema delle grandi potenze e dei cannoni delle navi austriache e italiane di fronte al porto di Durazzo, la Serbia fu costretta a ritirarsi nell'aprile 1913 ma rimase in altre parti dell'Albania per i successivi due mesi fino al 25 ottobre 1913.